# Russerlejren ved Blåvand
Russerlejren ved Blåvand lå nord for Tirpitz-stillingen. Der var indkvarteret en russisk arbejdsstyrke, der under 2. verdenskrig bl.a. deltog i opførelsen af Tirpitz-stillingen. Det vides ikke[kilde mangler] om det var russiske frivillige eller krigsfanger.